# Anna Jindřiška Francouzská
Anna Jindřiška Francouzská (14. srpna 1727 Versailles – 10. února 1752, tamtéž) byla dvojčetem Luisy Alžběty Francouzské, nejstarší dcery Ludvíka XV. Francouzského a jeho manželky Marie Leszczyńské. Byla považovaná za oblíbenou dceru jejich rodičů. Známá pro svoji milou a něžnou povahu.

## Dětství
Dvojčata se narodila 14. srpna roku 1727 ve Versailles. Anna se narodila druhá a u dvora svého otce byla známa jako Madame Seconde, později jako Madame Henriette, nebo jen Madame, jako nejstarší dcera krále, která byla přítomna ve Versailles po svatbě své sestry.

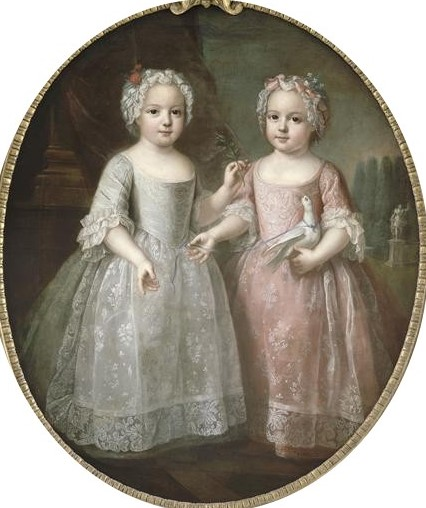
Luisa Alžběta Francouzská (vlevo) a Anna Jindřiska Francouzská (vpravo)

Jejich narození bylo považováno za zklamání v politické oblasti, jelikož sálské právo je vyřadilo ze hry jako dědice trůnu. Jejich otec, král, byl však potěšen. Poznamenal, že poté, co se o něm povídalo, že nemůže mít děti, je nyní otcem dvou děti.[zdroj?]
Dvojčata byla pokřtěna ve Versailles v roce 1727. Jindřiška, Henrietta, byla pojmenovaná po své prababičce z otcovy strany Henriettě, vévodkyni z Orléans. Jejím kmotrem a kmotrou se stali Ludvík Henry, vévoda z Bourbonu, a Louise Anna Bourbonská.
Zatímco její mladší sestry byly v roce 1738 poslány na výchovu do kláštera Fontevrault, Jindřiška zůstala ve Versailles. Pečovala o ni Marie Isabela de Rohan, vévodkyně de Tallard. Dětství strávila ve Versailles společně se sestrami Luisou Alžbětou a Marií Adélou a mladším bratrem, Dauphinem.
V roce 1739 Alžběta, její starší dvojče, opustila Francii, aby se provdala za Infanta Filipa, mladšího syna španělského krále Filipa V. Jindřiška údajně byla sklíčena z odloučení od svého dvojčete.

### Život v dospělosti

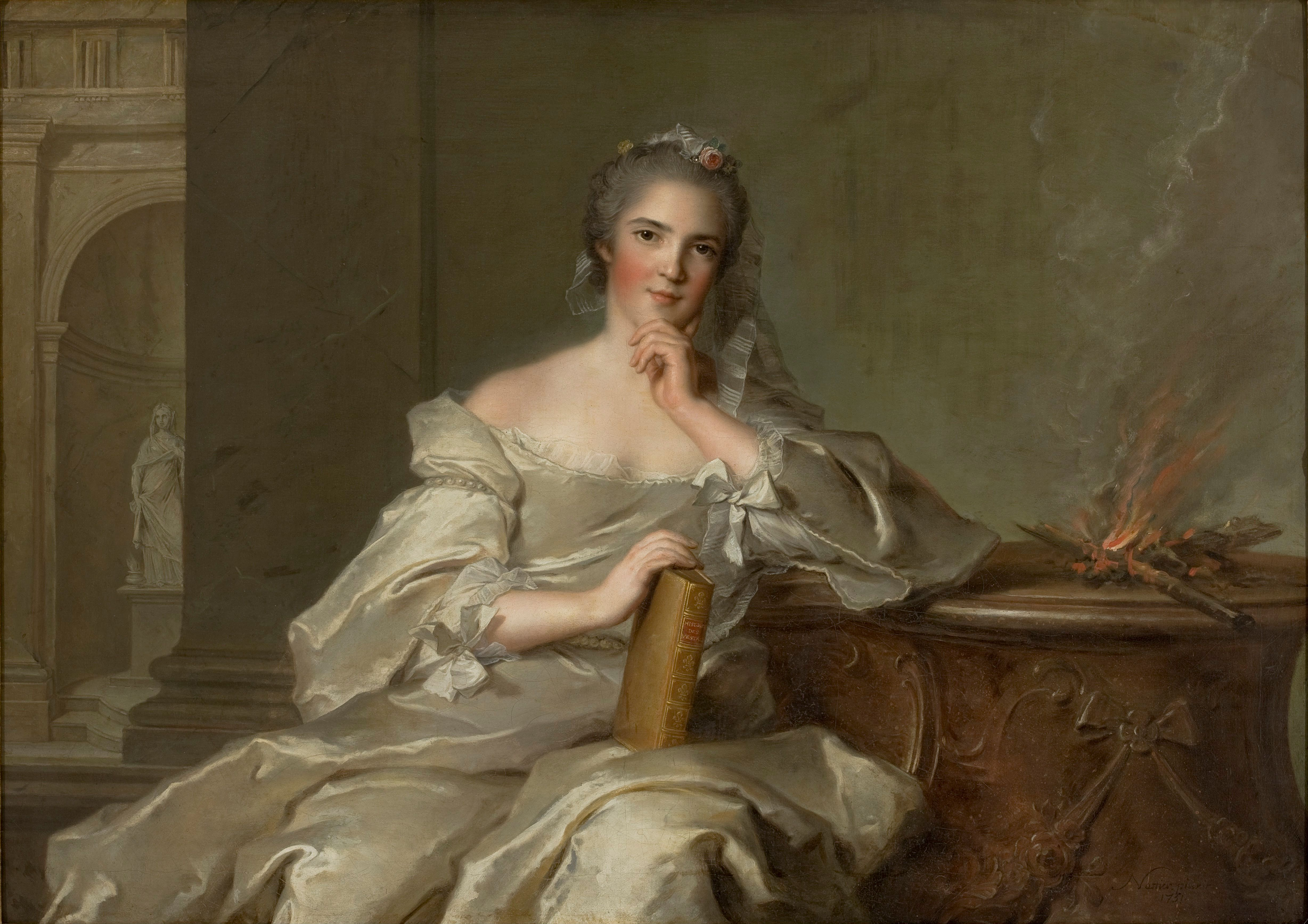
Anna Jindřiška, 1751

Královské děti měly dovoleno se účastnit dvorského života a také pořádat jejich vlastní festivaly, a to i v jejich dětských letech. Ty, co zůstaly u dvoru, se zapojovaly do dvorského života od 7 let. Od roku 1734 doprovázela dvojčata svého otce do pařížské opery a roku 1736 se svým otcem pět dní v týdnů lovila. Roku 1734 byla dvojčata přeložena z královských jeslí do jejich vlastní domácnosti. Domácnost Mesdames aînées a jmenoval dvě dvorní dámy (dame pour accompagner Mesdames). O dva roky později jim byla udělena vlastní dáma d´Honneur.
Jindřiška byla považovaná ze hezčí dvojče. Byla považovaná ze jemnou a melancholickou, rezervovanou, ale loajální. Také byla velmi nadaná v oblasti hudby. Prokazatelně byla oblíbené dítě svého otce. Nejspíše také neměla žádné nepřátele na dvoře. Vévoda de Luynes ve svých vzpomínkách uvedl, že i její matka, královna Marie Leszczyńska, byla s ní také velmi blízká a vždy ji utěšovala, když Jindřiška byla nemocná.[zdroj?]
Navzdory její kráse se neuskutečnila žádná vážnější jednání o sňatku. V roce 1740 navrhl Ludvík François I. de Bourbon, kníže de Conti, sňatek mezi ním a Jindřiškou jejímu otci, když byli spolu na lovu. Vysvětlil, že věří, že by mohl Jindřišku učinit šťastnou, a že takový sňatek by znamenal, že by nikdy nemusela opustit svého otce a Francii. Král však na tento návrh nereagoval příznivě.
Jindřiška se údajně zamilovala do svého bratrance Ludvíka Filipa, dědice rodu Orléans, a přála si se za něj provdat. Král z počátku souhlasil se sňatkem, ale rozmyslel si to, protože nechtěl, aby byl rod Orléans příliš blízko trůnu. Plány byly přerušeny v roce 1743, kdy se vévoda oženil s někým jiným.
Její dvojče Alžběta, která je popisována jako ambiciózní, nebyla spokojena v manželství s princem bez trůnu. I po sňatku udržovala kontakt s francouzským dvorem a kolem roku 1740 si zde utvořila síť kontaktů, které ji pomáhaly v jejích ambicích. Jindřiška byla jedna z jejich největších zastánkyň. Jindřiška byla považovaná spíše za apatickou vůči politice, byla však vášnivě oddána práci své sestry Alžběty v politice, stejně jako její mladší sestra Adéla a švagrová Infanta Maria Teresa.
Jindřiška, stejně tak i její sourozenci, byli hluboce ranění otcovými mimomanželskými vztahy, protože způsobily, že jejich otec zanedbával jejich milovanou matku. Jejich vztek na otcovo cizoložství byl namířen na jeho milenky, zejména proti Madame de Mailly, která byla v jejich dětství milenkou jejich otce, a následně na Madame de Pompadour, která byla milenkou v jejich dospělosti a byla od roku 1745 vlivnou  maîtresse-en-titre (oficiální královská milenka francouzského krále). Sourozenci nazývali mocnou milenku Maman Putain ("Matka děvka"). Když se Alžběta v roce 1748 vrátila z Parmy na roční návštěvu Versailles, stala se s Madame de Pompadour blízkou přítelkyní, což vedlo k dočasnému odcizení mezi sestrami.
1747 byl její bratr Ludvík donucen se oženit s Marií Josefou Saskou, krátce po smrti své milované první manželky Marie Terezie Rafaely při porodu. Zprvu byl proti své manželce chladný, obzvlášť po smrti jediného dítěte se španělskou infantkou. Nakonec se jí však podařilo získat si jeho náklonnost s pomocí rad Jindřišky.

### Smrt
Jindřiška zemřela na neštovice v roce 1752 ve věku 24 let. Toho roku v únoru se necítila dobře a byla stále unavená, ale když ji král požádal, aby ho doprovodila na saních, nedala znát své nepohodlí a jeho pozvání přijala. Vévoda z Luynes poznamenal, že její matka Marie Leszczyńska ji během její smrtelné nemoci ošetřovala. Její rodina byla popisovaná "ve stavu ohromení nad rychlostí nemoci". Její matka byla po celou dobu neutěšitelná.
Ludvík XV. reagoval na její smrt s "násilným" zoufalstvím a vydal rozkazy k nejvyšším poctám kolem jejího pohřbu. Její ostatky byly před pohřbem uloženy v Tuilerijském paláci místo ve Versailles, oblečeny do jedněch z jejích nejlepších šatů a nalíčeny tak, aby vypadala živě.  Král nebyl se smuteční hostinou spokojen, jelikož se lidé smáli, pili a bavili se. Což bylo považováno za znamení klesající reputace monarchie.  Společnost si vyložila smrt Jindřišky jako znamení božského nesouhlasu s královým životním stylem.
Její srdce bylo pohřbeno v kostele Val-de-Grâce, zatímco její ostatky byly pohřbeny v bazilice Saint-Denise spolu s její sestrou Alžbětou. Její hrobka, stejně jako další královské hrobky v basilice, byla zničena během Francouzské revoluce.
Madame Campan později napsala: "Madame Jindřiška, dvojče vévodkyně z Parmy, byla velmi litována, protože měla značný vliv na královu mysl, a bylo poznamenáno, že kdyby žila, byla by vytrvale hledala mu zábavu v lůně jeho rodiny, následovala by ho na jeho krátkých výletech. a byl by vykonal pocty 'petits soupers', které tak rád dával ve svých soukromých komnatách."

## Versailles
Anna Jindřiška byla vášnivá hudebnice, jak je vidět na jejím portrétu od Jeana-Marca Nattiera. Učila se hrát na violu da gamba. Jejím učitelem byl Jean-Baptiste Forqueray.
Jindřiška vyrůstala ve Versailles a vnímala přítomnost otcových milenek, včetně Madame de Pompadour, kterou stejně jako ostatní královy děti opovrhovala, protože kvůli ní zanedbával jejich matku. S bratrem Ludvíkem a sestrou Adélou ji nazvali Maman Putain (Matka děvka). Když na rok přijela z Parmy do Versailles Luisa Alžběta, sblížila se s Madame de Pompadour. To vedlo k dočasnému odcizení mezi sestrami.

## Synovci a neteře
Jejími synovci byli Ferdinand Parmský, Ludvík XVI. Francouzský, Ludvík XVIII. Francouzský, Karel X. Francouzský. Jejími neteřemi byly Alžběta Francouzská, královna Marie Luisa Parmská a Isabela Parmská, manželka císaře Josefa II.

## Vývod z předků
|                            |                             |  |                      |                                |  |  |  |  |  |  |  | Ludvík XIV. |
|                            |                             |  |                      |                                |  |  |  |  |  |  |  |             |
|                            | Ludvík Francouzský          |  |                      |                                |  |  |  |  |  |  |  |             |
|                            |                             |  |                      |                                |  |  |  |  |  |  |  |             |
|                            |                             |  |                      | Marie Tereza Habsburská        |  |  |  |  |  |  |  |             |
|                            |                             |  |                      |                                |  |  |  |  |  |  |  |             |
|                            | Ludvík Francouzský          |  |                      |                                |  |  |  |  |  |  |  |             |
|                            |                             |  |                      |                                |  |  |  |  |  |  |  |             |
|                            |                             |  |                      | Ferdinand Maria Bavorský       |  |  |  |  |  |  |  |             |
|                            |                             |  |                      |                                |  |  |  |  |  |  |  |             |
|                            | Marie Anna Bavorská         |  |                      |                                |  |  |  |  |  |  |  |             |
|                            |                             |  |                      |                                |  |  |  |  |  |  |  |             |
|                            |                             |  |                      | Jindřiška Adéla Marie Savojská |  |  |  |  |  |  |  |             |
|                            |                             |  |                      |                                |  |  |  |  |  |  |  |             |
|                            | Ludvík XV.                  |  |                      |                                |  |  |  |  |  |  |  |             |
|                            |                             |  |                      |                                |  |  |  |  |  |  |  |             |
|                            |                             |  |                      | Karel Emanuel II. Savojský     |  |  |  |  |  |  |  |             |
|                            |                             |  |                      |                                |  |  |  |  |  |  |  |             |
|                            | Viktor Amadeus II.          |  |                      |                                |  |  |  |  |  |  |  |             |
|                            |                             |  |                      |                                |  |  |  |  |  |  |  |             |
|                            |                             |  |                      | Marie Johanna Savojská         |  |  |  |  |  |  |  |             |
|                            |                             |  |                      |                                |  |  |  |  |  |  |  |             |
|                            | Marie Adelaide Savojská     |  |                      |                                |  |  |  |  |  |  |  |             |
|                            |                             |  |                      |                                |  |  |  |  |  |  |  |             |
|                            |                             |  |                      | Filip I. Orleánský             |  |  |  |  |  |  |  |             |
|                            |                             |  |                      |                                |  |  |  |  |  |  |  |             |
|                            | Anna Marie Orléanská        |  |                      |                                |  |  |  |  |  |  |  |             |
|                            |                             |  |                      |                                |  |  |  |  |  |  |  |             |
|                            |                             |  |                      | Henrietta Anna Stuartovna      |  |  |  |  |  |  |  |             |
|                            |                             |  |                      |                                |  |  |  |  |  |  |  |             |
| Anna Jindřiška Francouzská |                             |  |                      |                                |  |  |  |  |  |  |  |             |
|                            |                             |  |                      |                                |  |  |  |  |  |  |  |             |
|                            |                             |  | Bogusław Leszczyński |                                |  |  |  |  |  |  |  |             |
|                            |                             |  |                      |                                |  |  |  |  |  |  |  |             |
|                            | Rafał Leszczyński           |  |                      |                                |  |  |  |  |  |  |  |             |
|                            |                             |  |                      |                                |  |  |  |  |  |  |  |             |
|                            |                             |  |                      | Anna Dönhoff                   |  |  |  |  |  |  |  |             |
|                            |                             |  |                      |                                |  |  |  |  |  |  |  |             |
|                            | Stanislav I. Leszczyński    |  |                      |                                |  |  |  |  |  |  |  |             |
|                            |                             |  |                      |                                |  |  |  |  |  |  |  |             |
|                            |                             |  |                      | Stanisław Jan Jabłonowski      |  |  |  |  |  |  |  |             |
|                            |                             |  |                      |                                |  |  |  |  |  |  |  |             |
|                            | Anna Leszczyńska            |  |                      |                                |  |  |  |  |  |  |  |             |
|                            |                             |  |                      |                                |  |  |  |  |  |  |  |             |
|                            |                             |  |                      | Marianna Kazanowska            |  |  |  |  |  |  |  |             |
|                            |                             |  |                      |                                |  |  |  |  |  |  |  |             |
|                            | Marie Leszczyńská           |  |                      |                                |  |  |  |  |  |  |  |             |
|                            |                             |  |                      |                                |  |  |  |  |  |  |  |             |
|                            |                             |  |                      | Krzysztof Opaliński            |  |  |  |  |  |  |  |             |
|                            |                             |  |                      |                                |  |  |  |  |  |  |  |             |
|                            | Jan Karol Opaliński         |  |                      |                                |  |  |  |  |  |  |  |             |
|                            |                             |  |                      |                                |  |  |  |  |  |  |  |             |
|                            |                             |  |                      | Teresa Konstancja Czarnkowska  |  |  |  |  |  |  |  |             |
|                            |                             |  |                      |                                |  |  |  |  |  |  |  |             |
|                            | Kateřina Opalinská          |  |                      |                                |  |  |  |  |  |  |  |             |
|                            |                             |  |                      |                                |  |  |  |  |  |  |  |             |
|                            |                             |  |                      | Adam Uriel Czarnkowski         |  |  |  |  |  |  |  |             |
|                            |                             |  |                      |                                |  |  |  |  |  |  |  |             |
|                            | Zofia Czarnkowska Opalińska |  |                      |                                |  |  |  |  |  |  |  |             |
|                            |                             |  |                      |                                |  |  |  |  |  |  |  |             |
|                            |                             |  |                      | Teresa Zaleska                 |  |  |  |  |  |  |  |             |
|                            |                             |  |                      |                                |  |  |  |  |  |  |  |             |